# Automatikus applikációkiadás
Az automatikus applikációkiadás (ARA) az alkalmazás csomagolásának és telepítésének, vagy az alkalmazás frissítésének folyamatát jelenti a fejlesztéstől kezdve, különféle környezeteken keresztül egészen a gyártásig. Az ARA-megoldásoknak kombinálniuk kell a telepítési automatizálás, a környezetmenedzsment és a modellezés képességeit, valamint a kiadások koordinálását.

## Kapcsolat a DevOps-szal
Az ARA eszközök segítik a DevOps bevált gyakorlatainak átalakítását az automatizálás, a környezetmodellezés és a munkafolyamat-kezelési lehetőségek kombinációjának biztosításával. Ez a gyakorlat segíti a csapatokat, a szoftver gyors, megbízható és felelősségteljes szállításában. Az ARA eszközei elértek egy kulcsfontosságú DevOps célt, ami annyit takar hogy folyamatos szállítás gyors megvalósítása, magas minőségben és nagy mennyiségű kiadással.

## Kapcsolat a telepítéssel
Az ARA több mint egy szoftver telepítése, automatizáció. Strukturált kiadási-automatizálási technikákat használó alkalmazásokat telepít, ami lehetővé teszi az egész csapat számára a látható növekedést. Ez kombinálja a munkamennyiség automatizációját és a kiadás kezelő eszközöket. Az ARA-eszközök segítenek szabályozni a telepítéseket, a környezetek létrehozásának és telepítésének módját, valamint a kiadások telepítésének módját és idejét.

## ARA-megoldások
Gartner és Forrester kiadott egy listát az ARA eszközeiről az ARA Magic Quadrant and Wave jelentéseiben. Minden ARA megoldásnak tartalmaznia kell az automatizáció adottságait, a környezeti modellezés, és a kiadási koordináció képességeit. Továbbá, a megoldásnak biztosítania kell ezt a funkcionalitást az egyéb eszközökre való támaszkodás nélkül.
| Megoldás                                                      | Kiadta            |
| ------------------------------------------------------------- | ----------------- |
| BuildMaster                                                   | Inedo             |
| CA Release Automation and Automic                             | CA Technologies   |
| DeployHub                                                     | OpenMake Software |
| Deployment Automation (formerly Serena Deployment Automation) | Micro Focus       |
| ElectricFlow                                                  | Electric Cloud    |
| Hybrid Cloud Management (Ultimate Edition)                    | Micro Focus       |
| IBM UrbanCode Deploy                                          | IBM               |
| Puppet Enterprise                                             | Puppet            |
| Release Lifecycle Management                                  | BMC Software      |
| Visual Studio Release Management                              | Microsoft         |
| XL Deploy & XL Release                                        | XebiaLabs         |

## Fordítás
- Ez a szócikk részben vagy egészben  az   Application-release automation című angol Wikipédia-szócikk ezen változatának fordításán alapul.  Az eredeti cikk szerkesztőit annak laptörténete sorolja fel. Ez a jelzés csupán a megfogalmazás eredetét és a szerzői jogokat jelzi, nem szolgál a cikkben szereplő információk forrásmegjelöléseként.